# Anticlinal de rebroussement

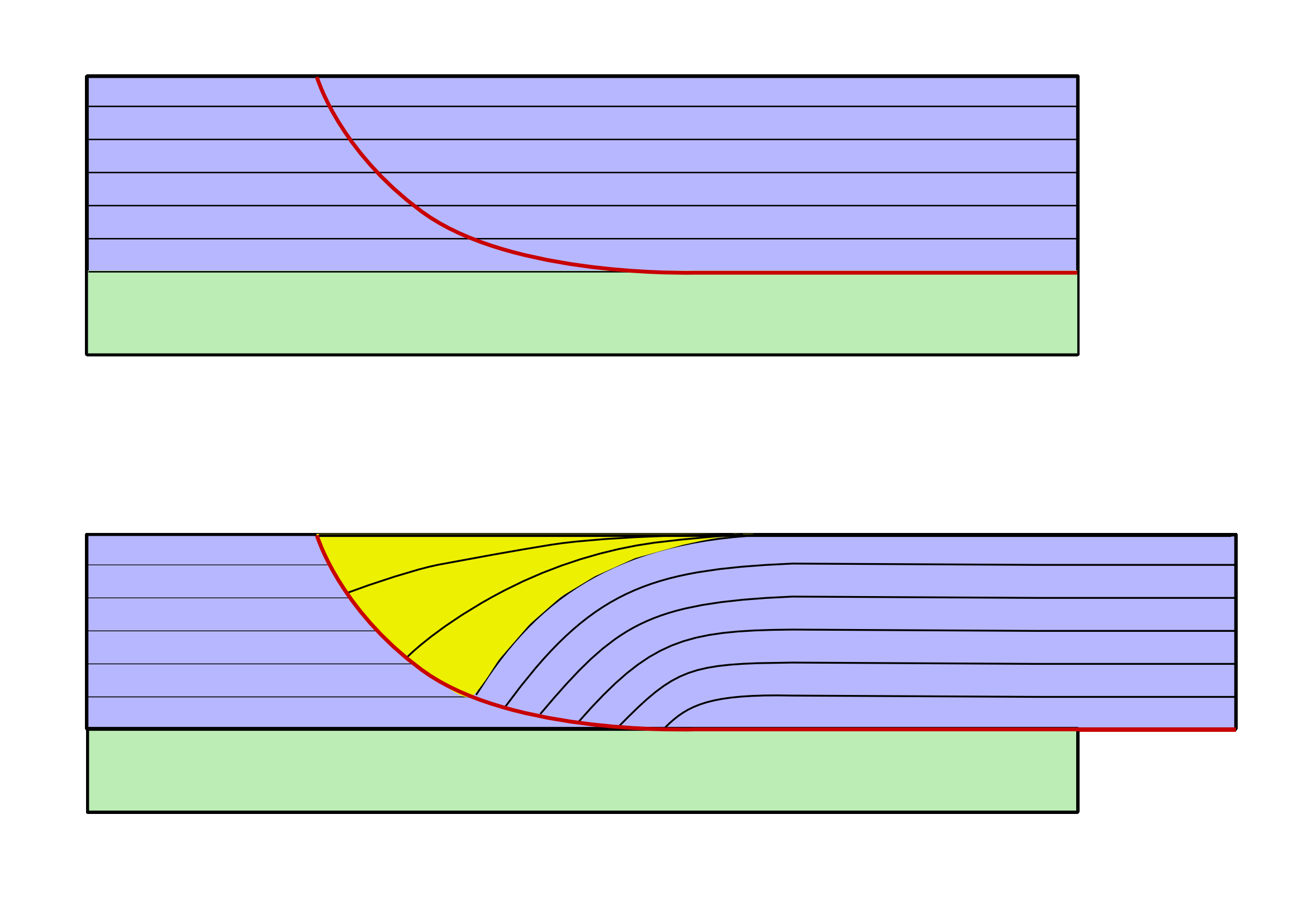
Anticlinal de rebroussement associé à une faille listrique

Un anticlinal de rebroussement ou rollover anticline (de l'anglais roll-over: basculer) est un anticlinal lié à des failles normales en tectonique extensive. Ils doivent être différenciés des anticlinaux de plissures liés à une tectonique compressive et associés à des failles inverses.

## Formation
Un anticlinal de rebroussement est une structure syn-sédimentaire développée au niveau des blocs basculés de grandes failles normales listriques. De telles failles sont généralement d'échelle régionale et se développent en réponse à l’effondrement par extension d’une marge continentale passive. L'échelle et la forme de l'anticlinal sont contrôlées par la géométrie du plan de la faille listrique et par la quantité de glissement. L'apparence de pli se développe lorsque les taux d'extension détachent le pied de la faille du mur,. 
Au fur et à mesure que l'anticlinal se forme, les couches de sédiments montrent généralement un épaississement vers la faille. Lorsque les couches sous-jacentes se plient, elles créent davantage d'espace d'accommodation le long de la faille que sur la crête de l'anticlinal.  
La crête d'un anticlinal de rebroussement est généralement une zone de faille active. Le bloc supérieur de la faille subit une flexion qui induit une extension engendrant à son tour le développement de failles normales. Conformément à la loi de Coulomb, deux familles de failles se développent: synthétique (dans le même sens que la direction du pendage) et antithétique (dans le sens inverse). Ses plans de fractures s'intersectent créant souvent des géométrie de failles très complexes, particulièrement au niveau de la crête de l'anticlinal.  

## Systèmes pétroliers
Ces structures sont souvent associées à de grands deltas et constituent un piège favorable pour les hydrocarbures. Le piégeage dépend de l’intégrité du joint supérieur et de la juxtaposition favorable des réservoirs en grès contre le schiste imperméable traversant les failles normales du bloc inférieur. 